# Мілан Лучич
Мілан Лучич (англ. Milan Lučić) —- канадський хокеїст сербського походження. Гравець команди Бостон Брюїнс. Володар Меморіального кубку. Народився 7 червня 1988 року в Ванкувері.

## Юніорський хокей
Свої виступи на молодіжному рівні Мілан почав в 16-річному віці у складі команди Хокейної ліги Британської Колумбії — Коквитлам Експрес. За 50 ігор в сезоні він зумів набрати 23 очка і одразу 100 штрафних хвилин. Але дограти рік у складі «Коквитламу» йому не довелося: наприкінці сезону він був запрошений в команду з його рідного міста, Ванкувер Джаєнтс, що виступає в ЗХЛ.
Перший повний сезон у складі «Ванкуверців» видався досить успішним як для самого хокеїста, так і для всієї команди. Мілан зарекомендував себе міцним форвардом, який не боїться при потребі скинути краги і вступити в сутичку. Так в сезоні 2005—2006 років Лючіч, котрий зіграв у 62 поєдинках, набрав 149 штрафних хвилин (другий показник в команді) і 21 раз вступав в сутички, захищаючи себе та партнерів. По закінченню сезону Лючіч брав участь у щорічній церемонії драфту новачків НХЛ, де був обраний під загальним 50-им номером командою Бостон Брюїнс.
Наступний, останній, сезон на юніорському рівні Мілан провів як справжній лідер команди. Зокрема, він посів перше місце в команді за кількістю набраних очок (68). Однак це не заважало йому продовжувати змагатися і в кулачних боях: таких за сезон з урахуванням плей-оф назбиралося 22. Команда Лючіча, Ванкувер Джаєнтс, другий рік поспіль вийшла до фіналу плей-оф ЗХЛ, хоча цього разу і поступилася суперникам. Але це не завадило знову боротися за Меморіальний кубок (цього разу як господарі змагань). У надскладній боротьбі, за підтримки домашніх трибун, Ванкуверці таки змогли перемогти і виграти головний трофей змагань. Серед героїв турніру був і Мілан, котрий в п'яти поєдинках набрав 7(2+5) очок (рівний показник з двома іншими хокеїстами). За підсумками змагань титул найціннішого гравця (Stafford Smythe Memorial Trophy) отримав саме Лючіч.

## НХЛ
Кар'єра в НХЛ почалася для Мілана з сезону 2007—2008 років, з гравцем був підписаний типовий контракт новачка строком на три роки. Так само як і на молодіжному рівні, хокеїст проявив себе міцним нападником, що окрім бомбардирських якостей має ще й чудові навички в застосуванні силових прийомів та проведенні сутичок. Так, з першого ж сезону на дорослому рівні він став лідером команди з застосованих силових прийомів (181). Наступного сезону цей показник став дорівнювати 262 (4-е місце в лізі). Один з таких прийомів, проведений 23 жовтня 2008 року проти захисника Торонто Майка Ван Ріна завершився вибитим захисним склом. На щастя для гравця «кленових» все обійшлося без серьйозних ушкоджень.
На початку сезону 2009–2010 років з Міланом була укладена нова трирічна угода, що затримає хокеїста в Бостоні принаймні до 2013 року.

## Статистика

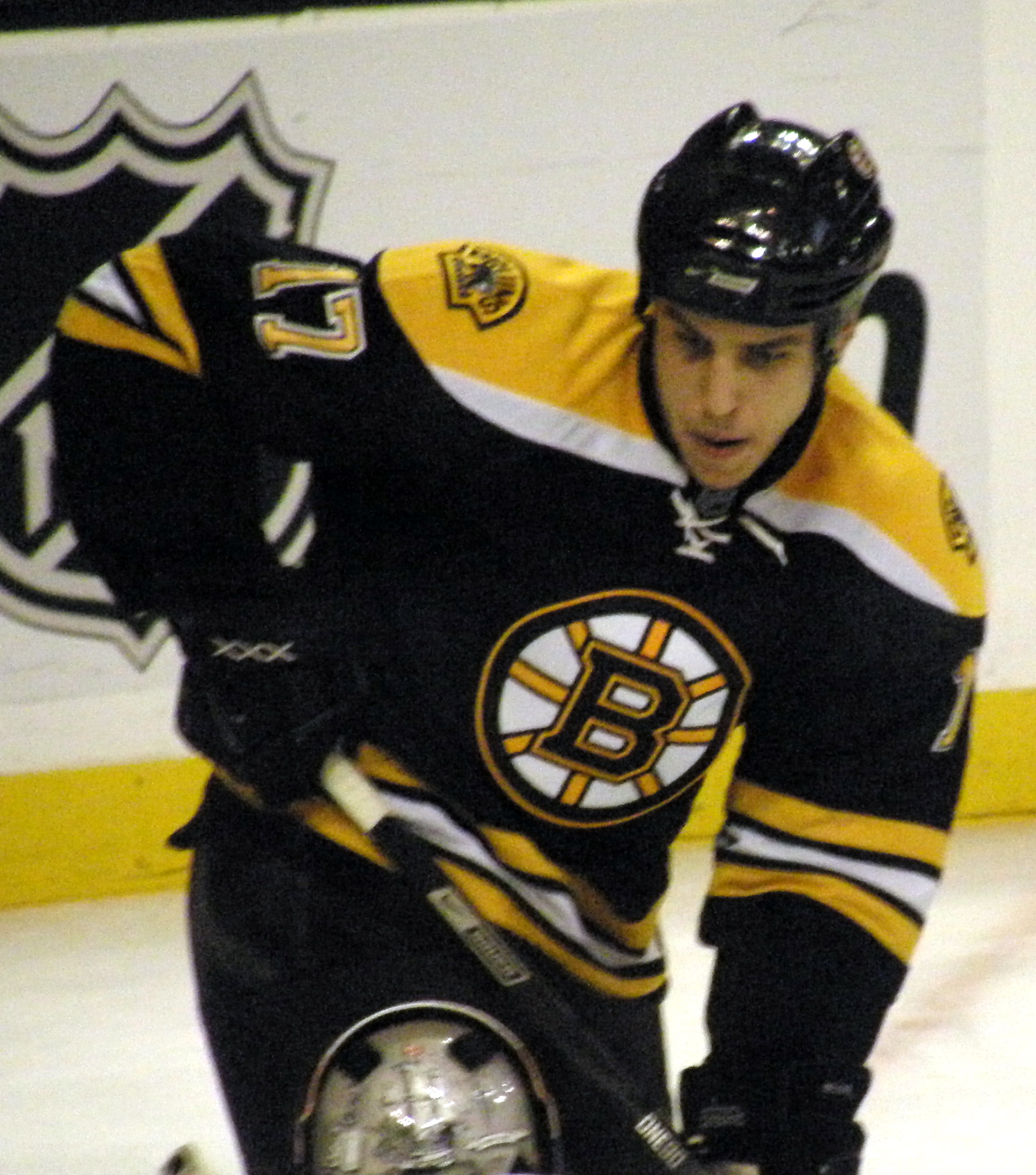
Мілан Лючіч

Останнє оновлення: 12 липня 2017 року
| Сезон        | Клуб               | Ліга         | Регулярний сезон | Регулярний сезон | Регулярний сезон | Регулярний сезон | Регулярний сезон | Плей-оф | Плей-оф | Плей-оф | Плей-оф | Плей-оф |
| Сезон        | Клуб               | Ліга         | І                | Г                | П                | О                | ШХ               | І       | Г       | П       | О       | ШХ      |
| ------------ | ------------------ | ------------ | ---------------- | ---------------- | ---------------- | ---------------- | ---------------- | ------- | ------- | ------- | ------- | ------- |
| 2004-05      | Коквитлам Експрес  | БКХЛ         | 50               | 9                | 14               | 23               | 100              | —       | —       | —       | —       | —       |
| 2004-05      | Ванкувер Джайтс    | ЗХЛ          | 1                | 0                | 0                | 0                | 2                | 2       | 0       | 0       | 0       | 0       |
| 2005-06      | Ванкувер Джайтс    | ЗХЛ          | 62               | 9                | 10               | 19               | 149              | 18      | 3       | 4       | 7       | 23      |
| 2006-07      | Ванкувер Джайтс    | ЗХЛ          | 70               | 30               | 38               | 68               | 147              | 22      | 7       | 12      | 19      | 26      |
| 2007-08      | Бостон Брюїнс      | НХЛ          | 77               | 8                | 19               | 27               | 89               | 7       | 2       | 0       | 2       | 4       |
| 2008-09      | Бостон Брюїнс      | НХЛ          | 72               | 17               | 25               | 42               | 136              | 10      | 3       | 6       | 9       | 43      |
| 2009-10      | Бостон Брюїнс      | НХЛ          | 50               | 9                | 11               | 20               | 44               | 13      | 5       | 4       | 9       | 19      |
| 2010–11      | Бостон Брюїнс      | НХЛ          | 79               | 30               | 32               | 62               | 121              | 25      | 5       | 7       | 12      | 63      |
| 2011–12      | Бостон Брюїнс      | НХЛ          | 81               | 26               | 35               | 61               | 135              | 7       | 0       | 3       | 3       | 8       |
| 2012–13      | Бостон Брюїнс      | НХЛ          | 46               | 7                | 20               | 27               | 75               | 22      | 7       | 12      | 19      | 14      |
| 2013–14      | Бостон Брюїнс      | НХЛ          | 80               | 24               | 35               | 59               | 91               | 12      | 4       | 3       | 7       | 4       |
| 2014–15      | Бостон Брюїнс      | НХЛ          | 81               | 18               | 26               | 44               | 81               | —       | —       | —       | —       | —       |
| 2015–16      | Лос-Анджелес Кінгс | НХЛ          | 81               | 20               | 35               | 55               | 79               | 5       | 0       | 3       | 3       | 4       |
| 2016–17      | Едмонтон Ойлерз    | НХЛ          | 82               | 23               | 27               | 50               | 50               | 13      | 2       | 4       | 6       | 20      |
| Всього в НХЛ | Всього в НХЛ       | Всього в НХЛ | 729              | 182              | 265              | 447              | 901              | 114     | 28      | 42      | 70      | 179     |

## Нагороди
- Володар Кубка Президента у складі Ванкувер Джайнтс (вручається переможцю ЗХЛ) 2006
- Володар Меморіального кубку 2007
- Володар Стеффорд Смайт Трофі (MVP Меморіального кубку) 2007